# Чеботаєв Сергій Євгенович
Сергі́й Євге́нович Чебота́єв (нар. 7 березня 1988, Запоріжжя, УРСР) — український футболіст, захисник.

## Біографія
Народився в Запоріжжі. У футбол починав грати в дитячій школі «Динамо» (Запоріжжя). Першим тренером Сергія був його батько Євген Іванович Чеботаєв, який свого часу виступав у другій союзній лізі в складі місцевого «Торпедо». Далі займався в Академії донецького «Шахтаря», з якої випустився в 2005 році. Першою професійною командою Чеботаєва була луцька «Волинь», за яку футболіст зіграв 8 матчів у першій лізі в 2007 році. Далі футболіст 4,5 року провів в алчевської «Сталі».
Узимку 2013 році футболіст, який бажав випробувати себе в клубі Прем'єр-ліги, поїхав на перегляд у «Ворсклу». Проте контракт з ним підписаний не був, і в терміновому порядку Чеботаєву необхідно було шукати новий клуб. Півзахисник перейшов в «Геліос», який очолював знайомий йому з Запоріжжя Анатолій Чанцев. Зігравши кілька мантчей в Харкові, футболіст отримав травму голеностопа, і після відставки Чанцева, зрозумів, що в «Геліосі» на нього не розраховують. Після того, як був розірваний контракт з харківською командою, агент запропонував футболістові спробувати свої сили в ФК «Полтава». У полтавський клуб Чеботаева запросив Анатолій Безсмертний, але буквально перед трансфером гравця, клуб очолив Ілля Близнюк. Тут ситуація з «Геліосом» не повторилася, і незважаючи на зміну тренера, Чеботаєв відіграв у Полтаві весь сезон.
Улітку 2014 року перейшов у «Гірник-спорт» (Комсомольськ) з яким зайняв третє місце в першій лізі. По завершенні сезону агент футболіста запропонував його кандидатуру тренеру переможця першої ліги «Олександрії» Володимиру Шарану, який готував команду до старту у вищому дивізіоні. Отримавши пропозицію приїхати на перегляд, Чеботаєв її прийняв, після чого уклав контракт з олександрійцями. 26 липня 2015 року в домашньому матчі проти запорізького «Металурга» дебютував в українській Прем'єр-лізі. Загалом за три сезони з клубом зіграв у 45 матчах вищого дивізіону.
У червні 2018 року перейшов у першолігове «Дніпро-1», з яким підписав контракт терміном на один рік.

## Досягнення
- Перша ліга Чемпіонату України:
  -  Срібний призер (1) 2012/13
  -  Бронзовий призер (3): 2009/10, 2010/11, 2014/15